# تقنيات استخراج معلومات
تقنيات اظهار معلومات السرية المتضمنة أي استخراج ملف التضمن من رسالة لصورة الغلاف في هذا القسم، تم اختبار طريقتين يختبئون. 
اختبار إستراتيجية هي التحقق من الخطأ التي قد تظهر في الغطاء المتضمن (غطاء يحتوي على المعلومات المخفية).
الاختبار الآخر وقد أجريت على الملفات السرية التي أعيد بناؤها لتحديد مستوى من التشويه في البيانات السرية بسبب عملية الاختباء.
طريقة الاختباء لكل من مختلفة أنواع ملف الصورة مثل JPEG، واستخدمت جيه بيه إيه جي للاختبار.
يعطي الجدول التالي (4.2) خصائص عينات الاختبار يطبق على النظام.
كما هو مبين في الجدول (4.2) الملفات السرية الثلاثة هي ملفات جيه بيه إيه جي، لأننا نشعر بالقلق مع يختبئ رسالة سرية في الصور التضمين، وكثيرا ما الحاجة إليه، حيث رسالة JPEG مهمة جدا لأنه بالإضافة إلى محتويات معلوماتها أنه ينقل جزءا لا يتجزأ من توقيع المصادقة.
ويمثل استخراج في الخطوات التالية: إدخال ملف غطاء المتضمن وتحويلها إلى تسلسل بايت، واستخراج كل بت 4 من كل بايت مجموعة من تسلسل ملف الصورة المتضمن.
تتراكم هذه القطع لإنتاج ملف بلدان جزر المحيط الهادئ السرية والناتج ملف الرسالة السري، الرقم (4.7) يوضح خطوات تنفيذ عملية استخراج وخطوات استخراج باستخدام هي كما حصلت في الشكل (4.8)
يشير الرسم البياني إلى العمليات الأساسية بين المرسل والمتلقي. يبدو أن الرسالة العادية ولكنه يحتوي على سرية هذه المعلومات.

ويوضح الشكل (4.7) الرسم التخطيطي كتلة لمكونات التضمين ونظام الاستخراج.
الرسالة السرية تمر في عدة مراحل لإرسال عالية سريع وآمن، بسبب ضغط حجم، ولا يمكن اكتشافه إلا إذا اتبع بعض الخطوات المذكورة في الرسم البياني، فإن مرسل ضغط في رسالة سرية تضمين داخل صورة الغلاف. ثم لإرسال رسالة إلى جهاز الاستقبال.
المتلقي هو استخراج سرية نموذج رسالة تغطية صورة وضغط، لإعادته إلى الرسالة العادية. ومن المقاصة في الرسم البياني (4.7)
مراجع
رسالة ماجستير